# Лейди Нокс
Лейди Нокс (на английски: Lady Knox Geyser) е гейзер в Нова Зеландия, намиращ се в активната геотермална зона Уайотапу. Наречен е по името на лейди Констанс Нокс, втората дъщеря на 15-тия гуверньор на Нова Зеландия Ъчтър Нокс, която е била придворна дама на кралица Мери.
Гейзерът бива предизвикан да изригне всяка сутрин в 10:15 часа с хвърляне на повърхностно активно вещество в отвора му. При изригванията, които могат да продължат повече от час, в зависимост от метеорологичното време, струите гореща вода достигат до 20 метра. Видимата част на струята излиза от силикатно образувание в основата на извора, което се е натрупало с годините във вид на бяла конусовидна структура.

## История на откриването
През 1901 година първата затворническа колония на открито в Нова Зеландия е разкрита в Уайотапу, като тя е предвидена за затворниците с добро поведение от затворите от окръг Роторуа Лейкс. Именно група затворници от колонията първи откриват гейзера, а при опит да изперат дрехите си, откриват и факта, че добавянето във водата на сапун (т.е. повърхностно активно вещество) предизвиква изригването му.
Тъй като гейзерът е бил открит едва в началото на 20 век, той си няма оригинално маорско название, за разлика от почти всички други термални обекти в Нова Зеландия.